# Charles-Ghislain Vilain XIIII

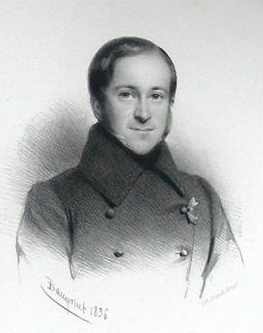
Charles Vilain XIIII, 1836

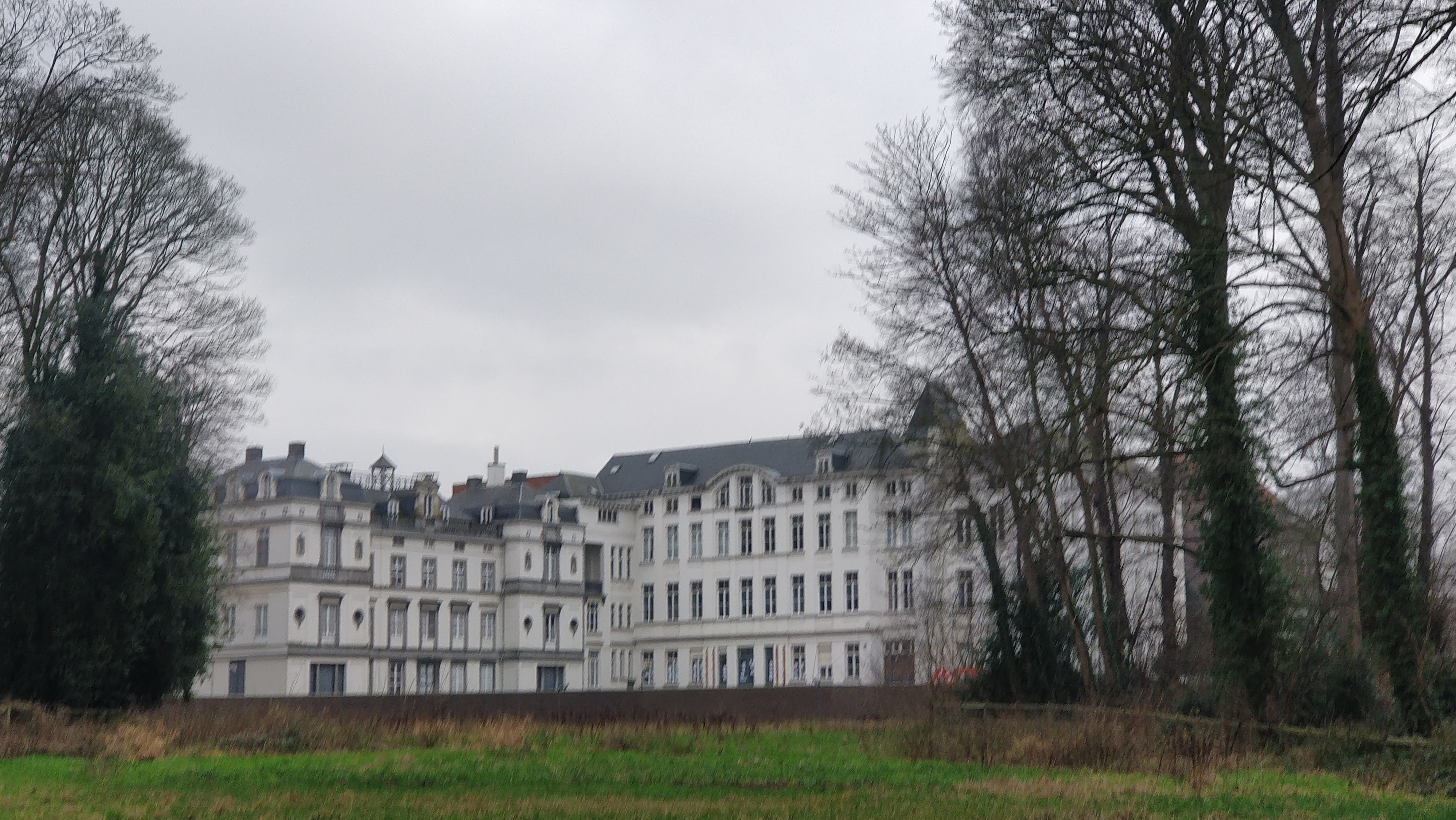
Het kasteel van de familie Vilain XIIII

Charles Ghislain Guillaume Vilain XIIII (Brussel, 15 mei 1803 - Leut, 16 november 1878) was lid van het Belgisch Nationaal Congres, diplomaat, volksvertegenwoordiger en minister van Buitenlandse Zaken voor de Katholieke Partij.

## Biografie
Charles-Ghislain Vilain XIIII was een telg uit het geslacht Vilain XIIII. Hij was een zoon van graaf Philippe Vilain XIIII (1778-1856), grootgrondbezitter, industrieel, financier, burgemeester van Bazel, Gent en Rupelmonde, lid van de Tweede Kamer, lid van het Nationaal Congres en senator, en barones Sophie-Louise-Zoé de Feltz (1780-1853), hofdame van aartshertogin Marie Louise van Oostenrijk, keizerin der Fransen, en Louise Marie van Orléans, koningin der Belgen. Hij was een broer van Alfred Vilain XIIII en een schoonbroer van Prosper de Kerchove de Denterghem en van Adolphe du Bois d'Aische.
Hij deed zijn middelbare studies in het lyceum in Brussel, in het Collège Charlemagne in Parijs en bij de jezuïeten in Saint-Acheul. Hij vervolgde met rechtenstudies aan de Université de Liège, studies die hij niet afmaakte. 
Hij was nog maar 19 toen hij in Leut op 21 mei 1822 trouwde met de drie jaar oudere barones Pauline de Billehé de Valensart (Maastricht, 22 oktober 1800 - aldaar, 9 april 1842). Het paar vestigde zich op het kasteel van Leut en kreeg zeven dochters. De vader van Pauline, Joseph de Billehé de Valensart, en haar stiefmoeder, Josephina-Wilhelmina de Mewen de Leuth, woonden er ook.
Zoals het hele gezin van Philippe Vilain XIIII werd hij, samen met zijn vader, in 1816 in de Nederlandse adelstand bevestigd en werd hij in 1825 in de ridderschap van Limburg opgenomen. In 1856 volgde hij, als oudste zoon, zijn vader op in diens titel van burggraaf.
Rond 1828 werd hij actief in het formuleren van grieven tegen het Verenigd Koninkrijk der Nederlanden. Met Joseph Jaminé en Théodore Weustenraad (1805-1849) werkte hij mee aan de Maastrichtse krant l'Éclaireur. Hij kwam ook in betrekking met de Luikse liberalen en schreef artikels in de Courrier des Pays-Bas. In Limburg propageerde hij petities voor de vrijheid van onderwijs.
Zodra het Belgische Voorlopig Bewind in werking trad, benoemde het Vilain XIIII, die nog maar 27 was, tot gouverneur van Limburg. Door de kiezers van het arrondissement Tongeren-Maastricht werd hij tot lid verkozen van het Nationaal Congres. Daar trof hij ook zijn vader en een neef aan. Vilain werd tot secretaris van het Congres benoemd, en kwam dan ook vaak aan het woord voor allerhande berichten en dienstmededelingen.
Charles-Ghislain Vilain XIIII was een aanhanger van De Lamennais en was derhalve te situeren bij de gematigde, liberaal-gezinde katholieken, aan wier dagblad L'Avenir hij meewerkte. Hij sprak zich uit voor een grondwettelijke erfelijke monarchie, voor een eenkamerstelsel en toen dit niet lukte verzette hij zich tegen een benoeming van de senatoren door de uitvoerende macht maar wilde ze doen verkiezen zoals de volksvertegenwoordigers. Hij verdedigde mee de opname van het principe van de persvrijheid en van de vrijheid van vergaderen in de Grondwet.
Vilain was gekant tegen toegevingen aan de Mogendheden en een verkiezing van een Franse prins aanzag hij als een van die toegevingen. Hij stemde dan ook voor de hertog van Leuchtenberg. In de volgende fase stemde hij voor Leopold van Saksen-Coburg. Hij steunde de inspanningen van het trio Lebeau-Devaux-Nothomb om door onderhandelingen het behoud van de provincies Limburg en Luxemburg af te kopen en alleen Zeeuws-Vlaanderen aan Nederland af te staan. Hij stemde, als Limburger, tegen het Verdrag der XVIII artikelen.
In 1831 werd hij volksvertegenwoordiger voor het arrondissement Sint-Niklaas en bleef dit tot in 1836. Tegelijk vervolgde hij ook nog een tweede carrière. In 1832 werd hij gevolmachtigd minister bij de Zwitserse Confederatie en bij de Heilige Stoel en andere Italiaanse staten. Bij de nog zeer conservatieve hoven in Turijn, Parma, Modena en Napels was hij onwelkom, als vertegenwoordiger van een koning die met een Franse Orléans getrouwd was en van een land dat een revolutie had gevoerd die was uitgemond op een grondwettelijk en democratisch bestuur. Bij paus Gregorius XVI werd de aanhanger van De Lammenais wel hartelijk ontvangen, maar de staatssecretaris en de Curie maakten hem met kleine pesterijen het leven onaangenaam. Leopold I was hierover misnoegd en in 1834 liet hij zijn ambassadeur terugroepen. Vilain XIIII werd onmiddellijk tot gouverneur van Oost-Vlaanderen benoemd. Hij bleef dit maar enkele maanden en vertrok opnieuw naar Italië als ambassadeur.
Deze keer werd hij wat beter ontvangen en bleef hij op post tot in 1839.
Hij liet zich opnieuw tot volksvertegenwoordiger verkiezen voor het arrondissement Sint-Niklaas (1839-1848) en vervolgens voor het arrondissement Maaseik (1848-1878). In 1843 tot 1847 en 1852 tot 1855 was hij ondervoorzitter van de Kamer. Naarmate de meningsverschillen tussen katholieken en liberalen groter werden, afficheerde hij zich in stijgende mate als conservatieve katholiek.
Toen in 1855 de liberale regering-De Brouckère was gevallen, werd die opgevolgd door de katholieke regering-De Decker, waarin Vilain XIIII Buitenlandse Zaken kreeg. De Decker benadrukte op 24 april dat Vilain die functie kreeg toegewezen, niet als partijman, maar als noodzakelijk element om in de nieuwe regering de traditionele politiek van het Congres van 1830 te vertegenwoordigen. Vilain was in elk geval een onafhankelijke geest gebleven. Hij had dit nog aangetoond in 1853 toen de bekende scheikundige en Franse dissident François Raspail (1794-1878) na zijn vrijlating uit de gevangenis naar België was gevlucht en bedreigd werd met uitlevering aan Frankrijk, en Vilain XIIII hem liet onderduiken in zijn Brusselse residentie.
De verhoudingen met Frankrijk waren trouwens ernstig verstoord. Honderden politieke opposanten waren het land ontvlucht na de staatsgreep van 2 december 1851 en het kwam erop aan het asielrecht te eerbiedigen zonder de relaties met Frankrijk helemaal te verstoren. Vilain XIIII stond tussen twee vuren. Enerzijds de liberale oppositie die vond dat hij niet hard genoeg optrad tegen Napoleon III en anderzijds de regeringskranten in Parijs die de 'ongehoorde toon' van de Belgische pers veroordeelden. Over het algemeen werd echter geoordeeld dat Vilain zich eervol van zijn taak had gekweten. In het kader van de toenemende Franse druk op de Belgische grondwettelijke persvrijheid interpelleerde volksvertegenwoordiger Auguste Orts hem hiertoe op 7 mei 1856. Op Orts vraag of de regering-De Decker onder buitenlandse druk een grondwetswijziging zou voorstellen aan de Kamer om deze persvrijheid in te perken, antwoordde de minister categoriek "Jamais!" ("Nooit!").
De val van het kabinet De Decker in oktober 1857 betekende het einde van de ministeriële carrière van Vilain XIIII. Hij bleef verder zetelen als een eerder teruggetrokken parlementslid. In de sessie 1870-71 was hij parlementsvoorzitter. Als eerbetuiging werd hem in 1875 de titel van minister van Staat toegekend. Hij bleef nog burgemeester van Leut (1842-1878) en het was in zijn kasteel in die gemeente dat hij overleed.
Het echtpaar Vilain XIIII - de Billehé kreeg zeven dochters waarvan er vier adellijke huwelijken aangingen. In mannelijke lijn stierf deze familietak uit met de dood van Charles Ghislain Vilain XIIII. Hun zeven dochters waren:
- Zoé Vilain XIIII (Bazel, 1 november 1824 - Brussel, 25 februari 1905); trouwde in 1845 in Brussel met Ferdinand de Marches (1818-1892)
- Clara Vilain XIIII (Brussel, 14 maart 1828 - voor 1836)
- Marguerite Vilain XIIII (Leut, 20 september 1829 - Rijckholt, 17 maart 1869); trouwde in 1852 in Leut met Gustave baron de Schiervel (1819-1898)
- Claire Vilain XIIII (Brussel, 14 februari 1831 - Leut, 12 februari 1846)
- Georgine Vilain XIII (Napels, 2 juni 1833 - Parijs, 12 juli 1924); trouwde in 1853 in Brussel met Adrien baron de Brigode de Kemlandt (1829-1860)
- Louise Vilain XIIII (Gent, 13 maart 1835 - aldaar, 9 september 1905)
- Philippine Vilain XIIII (Napels, 28 januari 1838 - Parijs, januari 1919); trouwde in 1859 in Brussel met Marcel baron Vallet de Villeneuve (1828-1863)